# قائمة الإصابات والوفايات المتعلقة بالسيلفي

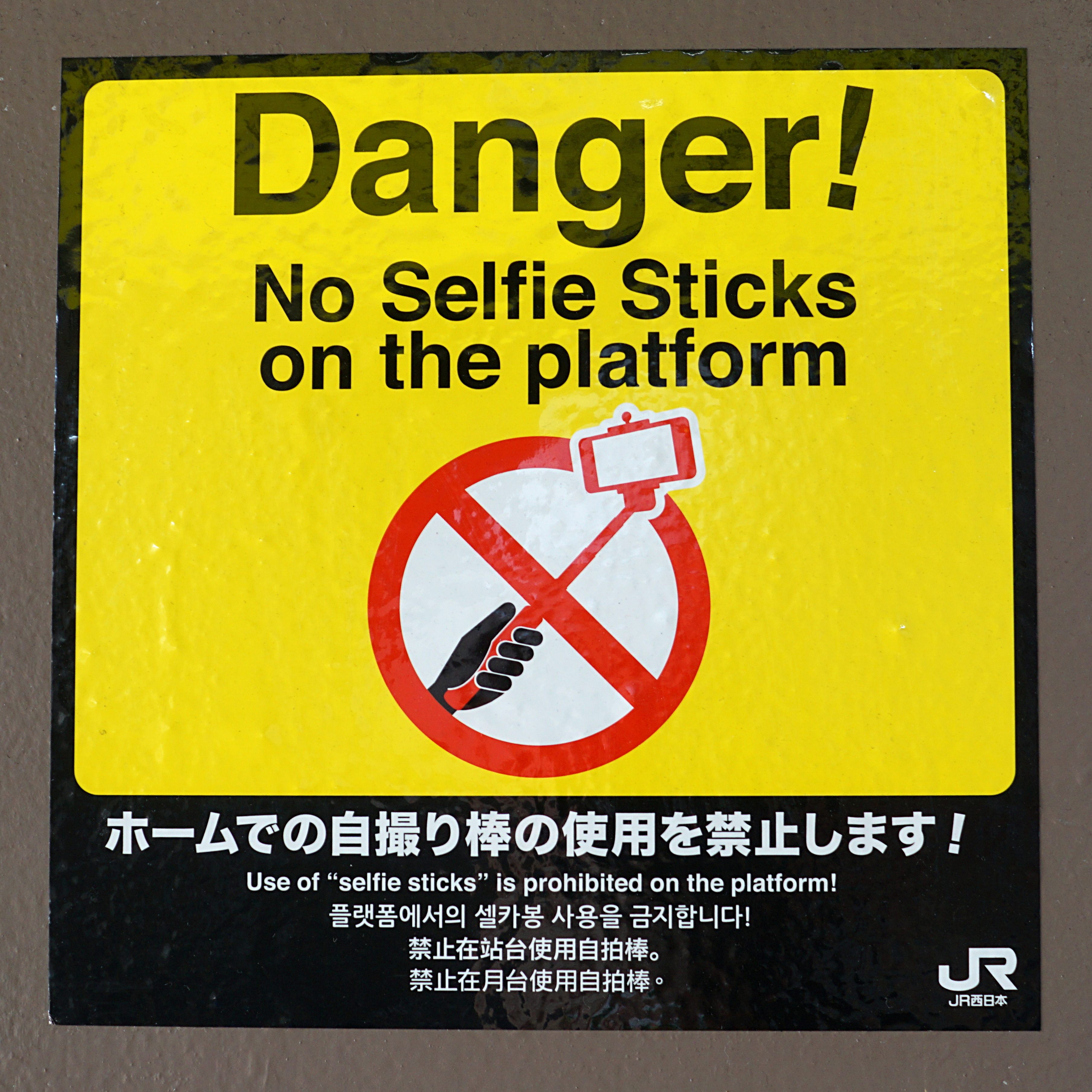
علامة "خطر! لا تلتقط صور سيلفي على المنصة" في محطة لشركة سكك حديد غرب اليابان

هذه قائمة من الإصابات والوفيات الخطيرة التي قُتل فيها أو جُرح شخص واحد أو أكثر بسبب صور سيلفي، سواء قبل أو أثناء أو بعد التقاط صورة لأنفسهم، ويعزى الحادث جزئيًا على الأقل إلى التقاط الصورة.
قدرت وزارة النقل بالولايات المتحدة أنه خلال عام 2014، أصيب ما يسمى بـ «عام صورة شخصية»،  33000 شخص أثناء القيادة واستخدام الهاتف الخليوي بطريقة ما، والتي يمكن أن تشمل التحدث والاستماع و «التشغيل اليدوي للزر/التحكم اليدوي» بما في ذلك التقاط صور شخصية أو تحميلها أو تنزيلها أو تحريرها أو فتحها. وجد استطلاع أجرته مجموعة إيري للتأمين عام 2015 أن 4٪ من جميع السائقين اعترفوا بالتقاط صور سيلفي أثناء القيادة.
ذكرت صحيفة واشنطن بوست في يناير 2016 أن «حوالي نصف» ما لا يقل عن 27 حالة وفاة «مرتبطة بالذات» في عام 2015 حدثت في الهند. لا توجد مجموعات بيانات رسمية عن عدد الأشخاص الذين ماتوا وهم يأخذون صور سيلفي في الهند، لكن التقارير تظهر من 2014 حتى أغسطس 2016، كان هناك 54 حالة وفاة على الأقل في الهند أثناء التقاط صور شخصية. طلبت وزارة السياحة الهندية من الولايات تحديد مناطق «خطر سيلفي» وحصارها، وهي أول محاولة وطنية للتعامل مع وفيات سيلفي. حددت شرطة مومباي ما لا يقل عن 16 منطقة خطرة.
أظهرت دراسة 2018 للتقارير الإخبارية أنه بين أكتوبر 2011 ونوفمبر 2017، كان هناك 259 حالة وفاة بسبب سيلفي في 137 حادثة تم الإبلاغ عنها عالميًا، مع أعلى نسبة حدوث في الهند، تليها روسيا والولايات المتحدة وباكستان. كان متوسط العمر 22.94 عامًا، حيث فاق عدد الذكور عدد الإناث بحوالي ثلاثة إلى واحد.

## الإصابات والوفيات المرتبطة سيلفي
| تاريخ          | بلد                        | اصابات | نوع             | وصف | المصدر (ق)           |
| -------------- | -------------------------- | ------ | --------------- | --- | -------------------- |
| 15 أكتوبر 2011 | الولايات المتحدة الأمريكية | 3      | المواصلات       | قُتل ثلاثة مراهقين (شقيقتان وصديق) على يد قطار أثناء قيامهم بالتقاط صورة شخصية، وهو ما يظهر في الصورة النهائية التي نشروها على فيسبوك مع تعليق "الوقوف إلى جانب قطار آها هذا رائع!".                                                                                 | [ 8 ] [ 9 ]          |
| مارس 2014      | إسبانيا                    | 1      | الصعق الكهربائي | تعرض رجل يبلغ من العمر 21 عامًا للصعق بالكهرباء بعد تسلقه أعلى قطار لالتقاط صورة شخصية له مع الأصدقاء ولمس سلك وأنه (على عكس افتراضات المجموعة)حيًا. تم نقله أحد الأصدقاء إلى المستشفى في حالة خطيرة.                                                                 | [ 10 ]               |
| أبريل 2014     | الولايات المتحدة الأمريكية | 1      | المواصلات       | امرأة تبلغ من العمر 32 عامًا من ولاية كارولينا الشمالية كانت تقود سيارتها عندما انحرفت سيارتها عبر الوسط، واصطدمت بشاحنة لإعادة التدوير، وغادرت الطريق، واصطدمت بالشجرة، واشتعلت فيها النيران - بعد لحظات من نشر صور شخصية على الإنترنت. سائق الشاحنة لم يصب بأذى.   | [ 11 ] [ 12 ]        |
| 22 أبريل 2014  | روسيا                      | 1      |                 | سقطت فتاة تبلغ من العمر 17 عامًا 30 قدمًا وماتت بعد إصابتها بـ 1500 فولت عند محاولة قَبْض على الأسلاك الحية على جسر للسكك الحديدية. | [ 13 ]               |
| مايو 2014      | الهند                      | 1      | مواصلات         | قُتل صبي يبلغ من العمر 15 عامًا على يد قطار أثناء وقوفه لالتقاط صورة شخصية له على المسارات. | [ 14 ]               |
| 31 مايو 2014   | الولايات المتحدة الأمريكية | 2      | مواصلات         | قيل إن طيار هواي يبلغ من العمر 29 عامًا أخذ صورًا شخصية باستخدام كاميرا من GoPro قبل تحطم طائرته، مما أدى إلى مقتل نفسه وهو راكب على متنها. | [ 15 ]               |
| يونيو 2014     | إيطاليا                    | 1      |                 | توفيت فتاة تبلغ من العمر 16 عامًا في تارانتو بعد سقوط 60 قدمًا على الصخور بينما كانت تحاول التقاط صورة لها على شاطئ البحر. | [ 16 ]               |
| يوليو 2014     | الفلبين                    | 1      |                 | سقطت طالبة في مدرسة ثانوية في الفلبين تبلغ من العمر 14 عامًا ووفاتها بعد أثناء التقاطها صورة شخصية مع صديق لها بالقرب من هبوط سلم لمدرستهم في ضاحية باسيج. طبقًا للأطباء، فقد أصيبت بضربة شديدة في الرأس من السقوط وكسرت ضلعًا اخترق كلية.                             | [ 17 ]               |
| أغسطس 2014     | الفلبين                    | 1      | سلاح ناري       | أصيب صبي يبلغ من العمر 15 عامًا في الفلبين بجروح خطيرة بعد أن أطلق النار عن طريق الخطأ على نفسه أثناء قيامه بالتقاط صورة شخصية كانت يده الأخرى تحمل بندقية إلى ذقنه.                                                                                                 | [ 18 ]               |
| 2 أغسطس 2014   | المكسيك                    | 1      | سلاح ناري       | رجل يبلغ من العمر 21 عامًا كان يشرب مع الأصدقاء وأخذ صورة شخصية لنشر على فيس بوك. متظاهر بمسدس مدبب على وجهه. أطلق الرجل النار عن طريق الخطأ ثم موته في مكان الحادث.                                                                                                 | [ 19 ]               |
| أغسطس 2014     | البرتغال                   | 2      |                 | سقط زوجان بولنديان ووفاتهما قبالة جرف في البرتغال بعد عبورهما حاجز أمان لالتقاط صورة شخصية مع أطفالهما. نجا أطفلهما اللذين كانا حاضرين في مكان الحادث. | [ 20 ]               |
| أغسطس 2014     | الهند                      | 1      | الصعق الكهربائي | في ولاية كيرلا، تعرض صبي يبلغ من العمر 14 عامًا للصعق بالكهرباء أثناء محاولته التقاط صورة شخصية على رأس قطار ثابت. | [ 21 ]               |
| أغسطس 2014     | الولايات المتحدة الأمريكية | 1      | المواصلات       | رجل يبلغ من العمر 36 عامًا من مدينة نياغارا بولاية إنديانا، قام بضرب وقتل امرأة تبلغ من العمر 54 عامًا من بورتلاند بولاية إنديانا أثناء القيادة. كانت تستقل دراجة وكان يصرف انتباهه عندما أخذ صورة شخصية له، وضربها من الخلف بسيارته.                                 | [ 22 ]               |
| أكتوبر 2014    | الفلبين                    | 1      | غرق             | امرأة تبلغ من العمر 18 عامًا في الفلبين كانت تستعد لالتقاط صورة شخصية جماعية على الشاطئ مع الأصدقاء. قبض عليها من قبل موجة قوية وغرقت. | [ 23 ] [ 24 ] [ 25 ] |
| نوفمبر 2014    | إسبانيا                    | 1      |                 | سقطت طالبة تبلغ من العمر 23 عامًا من بولندا ووفاتها أثناء محاولتها التقاط صورة شخصية على حافة جسر تريانا في إشبيلية بإسبانيا. | [ 26 ] [ 27 ]        |
| يناير 2015     | جنوب أفريقيا               | 1      |                 | سقطت طالبة تبلغ من العمر 23 عامًا من بولندا حتى وفاتها أثناء محاولتها التقاط صورة شخصية على حافة جسر تريانا في إشبيلية بإسبانيا. | [ 28 ] [ 29 ]        |
| يناير 2015     | الهند                      | 3      | المواصلات       | توفي ثلاثة طلاب تتراوح أعمارهم بين 20 و 22 سنة أثناء محاولتهم أخذ "صورة شخصية جريئة" بالقرب من قطار قادم على مسارات السكك الحديدية في ماثورا، بالقرب من كوسيكالا.                                                                                                   | [ 30 ]               |
| 4 فبراير 2015  | الهند                      | 1      | المواصلات       | رجل إسرائيلي كان مسافراً في قطار من مومباي إلى جوا في الهند كان يحاول التقاط صورة شخصية وسقط من القطار المتحرك، مما أدى إلى وفاته. | [ 31 ]               |
| 21 فبراير 2015 | الولايات المتحدة الأمريكية | 1      | المواصلات       | خرج رجل في " كالاما" بواشنطن على مسار سكة حديد لأخذ صورة شخصية له مع امرأة وقطار أتاً في الخلفية. أخطأ الرجل في تحديد مسار القطار القادم وتعرض للضرب ومات في مكان الحادث.                                                                                            | [ 32 ]               |
| مارس 2015      | الهند                      | 7      | غرق             | غرق سبعة شبان أثناء قيامهم بالتقاط صور سيلفي على بحيرة مانجرول بالقرب من كوهي، على بعد حوالي 20 كم من ناجبور، الهند. وكان قاربهم قد انقلب بينما كانوا يقفون. | [ 33 ] [ 34 ]        |
| 1 أبريل 2015   | إيطاليا                    | 1      |                 | تم الإبلاغ عن فقدان سائح ألماني يبلغ من العمر 60 عامًا في منطقة ترينتينو ألتو أديجي بإيطاليا في عداد المفقودين، ووجدت التحقيقات اللاحقة أنه أثناء التزلج بمفرده، خلع زحافاته وخرج عن الممرات لالتقاط صورة شخصية بجانب جرف، حيث انزلق وسقط على بعد 200 متر حتى وفاته. | [ 35 ]               |
| مايو 2015      | روسيا                      | 1      | سلاح ناري       | طلبت امرأة تبلغ من العمر 21 عامًا من حارس الأمن في مكتبها أن يعطيها مسدسًا مطاطيًا يبلغ طوله 9 ملليمترات لالتقاط صورة شخصية له وإطلاق النار عليها عن طريق الخطأ في الرأس، مما أدى إلى إصابتها بجروح بالغة.                                                             | [ 36 ]               |
| مايو 2015      | إندونيسيا                  | 1      |                 | سقط رجل يبلغ من العمر 21 عامًا من يوجياكرتا في فوهة جبل ميرابي أثناء محاولته التقاط صورة شخصية ومات. | [ 37 ] [ 38 ]        |
| مايو 2015      | إندونيسيا                  | 1      |                 | توفي سائح سنغافوري بعد سقوطه في البحر أثناء التقاط صورة شخصية له على منحدر في نوسا ليمبونجان، وهي جزيرة قبالة ساحل بالي. | [ 39 ]               |
| يونيو 2015     | كرواتيا                    | 1      |                 | سقطت سائحة سلوفاكية تبلغ من العمر 54 عامًا وهي تزور متنزه بحيرات بليتفيتش الوطني في كرواتيا بعد وفاتها بسبب صخرة أثناء قيامها بالتقاط صورة شخصية لها. | [ 40 ] [ 41 ]        |
| يوليو 2015     | روسيا                      | 1      |                 | توفيت خريجة جامعية تبلغ من العمر 21 عامًا بعد سقوطها من جسر بينما كانت تحاول التقاط صورة شخصية بجوار مركز موسكو الدولي للأعمال. | [ 42 ]               |
| يوليو 2015     | الولايات المتحدة الأمريكية | 1      | حيوان           | تم نقل رجل من سان دييغو إلى المستشفى لمدة خمسة أيام بعد محاولته التقاط صورة شخصية مع أفعى. | [ 43 ]               |
| يوليو 2015     | الولايات المتحدة الأمريكية | 1      | الصعق الكهربائي | أصيب رجل بصدمة قاتلة من الصواعق في بريكون بيكونز بسبب عصا سيلفي التي كان يحملها. | [ 44 ]               |